# Boxe aux Jeux méditerranéens de 2022 - Poids coqs femmes
L'épreuve féminin de boxe des poids coqs (-54 kg) des Jeux méditerranéens de 2022 de Oran se déroule au centre EMEC Expositions Palace Hall du 26 juin au 1er juillet 2022.

## Format de la compétition
Comme tous les événements des Jeux méditerranéens, la compétition de boxe consiste en un tournoi à élimination directe. Dans cette catégorie de poids coqs, cet événement regroupe 11 boxeuses qui sont qualifiées pour la compétition. Un certain nombre de boxeurs (5 dans se cas précis) reçoivent un laissez-passer pour le tour préliminaire et se qualifient directement pour les quarts de finale. Les deux perdants des demi-finales obtiennent chacun une médaille de bronze, sans disputer de match pour la troisième place.
Tous les combats se composent de trois périodes de trois minutes où les boxeuses obtiennent des points pour chaque coup de poing porté à la tête ou sur le haut du corps de leur adversaire. La boxeuse avec le plus de points comptabilisés à la fin des périodes se qualifie. Si une boxeuse se retrouve au sol et ne peut pas se lever avant que l'arbitre compte jusqu'à 10, le combat est terminé et l'adversaire est déclaré gagnant.

## Programme
Le programme présenté au 1er juin 2021 est :
|  | Tours préliminaires |  | Quart de finale |  | Demi-finale |  | Finale |

| Sports                               | Sports | Sports | Jour de compétition (juin / juillet) | Jour de compétition (juin / juillet) | Jour de compétition (juin / juillet) | Jour de compétition (juin / juillet) | Jour de compétition (juin / juillet) | Jour de compétition (juin / juillet) | Jour de compétition (juin / juillet) | Jour de compétition (juin / juillet) | Jour de compétition (juin / juillet) | Jour de compétition (juin / juillet) | Jour de compétition (juin / juillet) | Jour de compétition (juin / juillet) | Jour de compétition (juin / juillet) |
| Sports                               | Sports | Sports | 24                                   | 25                                   | 26                                   | 27                                   | 28                                   | 29                                   | 30                                   | 1                                    | 2                                    | 3                                    | 4                                    | 5                                    | 6                                    |
| ------------------------------------ | ------ | ------ | ------------------------------------ | ------------------------------------ | ------------------------------------ | ------------------------------------ | ------------------------------------ | ------------------------------------ | ------------------------------------ | ------------------------------------ | ------------------------------------ | ------------------------------------ | ------------------------------------ | ------------------------------------ | ------------------------------------ |
| Boxe                                 | Boxe   |        |                                      |                                      | 8e                                   |                                      | ¼                                    |                                      | ½                                    | F                                    |                                      |                                      |                                      |                                      |                                      |
|                                      |        |        | 24                                   | 25                                   | 26                                   | 27                                   | 28                                   | 29                                   | 30                                   | 1                                    | 2                                    | 3                                    | 4                                    | 5                                    | 6                                    |
| Jour de compétition (juin / juillet) |        |        |                                      |                                      |                                      |                                      |                                      |                                      |                                      |                                      |                                      |                                      |                                      |                                      |                                      |

## Horaires
Les temps sont donnés selon l'heure locale d’Algérie (UTC)
| Date                      | Temps         | Série               |
| ------------------------- | ------------- | ------------------- |
| Dimanche 26 juin 2022     | 16:47 - 17:18 | Huitièmes de finale |
| Mercredi 29 juin 2022     | 15:22 - 16:09 | Quarts de finale    |
| Jeudi 30 juin 2022        | 14:57 - 15:13 | Demi-Finales        |
| Vendredi 1er juillet 2022 | 16:41         | Finale              |

## Médaillés
| Or           | Argent          | Bronze                    |
| Hatice Akbaş | Bojana Gojković | Fatma Hadjala Yomna Ayyad |

## Résultats

### Phase finale
|  | Demi-finales    | Demi-finales |                 |   | Finale | Finale |
|  |                 |              |                 |   |        |        |
|  |                 |              |                 |   |        |        |
|  |                 |              |                 |   |        |        |
|  | Fatma Hadjala   | 0            |                 |   |        |        |
|  | Fatma Hadjala   | 0            |                 |   |        |        |
|  | Bojana Gojković | 3            |                 |   |        |        |
|  | Bojana Gojković | 3            | Bojana Gojković | 0 |        |        |
|  |                 |              | Bojana Gojković | 0 |        |        |
|  |                 | Hatice Akbaş | 3               |   |        |        |
|  | Hatice Akbaş    | Hatice Akbaş | 3               | 3 |        |        |
|  | Hatice Akbaş    |              |                 | 3 |        |        |
|  | Yomna Ayyad     | 0            |                 |   |        |        |
|  | Yomna Ayyad     | 0            |                 |   |        |        |

### Premiers tours

#### Première partie
|  | Huitièmes de finale | Huitièmes de finale | Huitièmes de finale |  |  | Quarts de finale | Quarts de finale | Quarts de finale |   |               | Demi-finales    | Demi-finales    | Demi-finales |  |  | Finale | Finale | Finale |
|  |                     |                     |                     |  |  |                  |                  |                  |   |               |                 |                 |              |  |  |        |        |        |
|  |                     |                     |                     |  |  |                  |                  |                  |   |               |                 |                 |              |  |  |        |        |        |
|  |                     |                     |                     |  |  | Fatma Hadjala    | Fatma Hadjala    | 3                |   |               |                 |                 |              |  |  |        |        |        |
|  | Widad Bertal        | Widad Bertal        | 3                   |  |  | Widad Bertal     | Widad Bertal     | 0                |   |               |                 |                 |              |  |  |        |        |        |
|  | Salma Friga         | Salma Friga         | 0                   |  |  |                  |                  |                  |   | Fatma Hadjala | Fatma Hadjala   | 0               |              |  |  |        |        |        |
|  |                     |                     |                     |  |  |                  | Bojana Gojković  | Bojana Gojković  | 3 |               |                 |                 |              |  |  |        |        |        |
|  |                     |                     |                     |  |  | Bojana Gojković  | Bojana Gojković  | 3                |   |               |                 |                 |              |  |  |        |        |        |
|  |                     |                     |                     |  |  | Nikolina Ćaćić   | Nikolina Ćaćić   | 0                |   |               |                 |                 |              |  |  |        |        |        |
|  |                     |                     |                     |  |  |                  |                  |                  |   |               | Bojana Gojković | Bojana Gojković | 0            |  |  |        |        |        |
|  |                     |                     |                     |  |  |                  | Hatice Akbaş     | Hatice Akbaş     | 3 |               |                 |                 |              |  |  |        |        |        |
|  |                     |                     |                     |  |  | Sirine Charaabi  | Sirine Charaabi  | 0                |   |               |                 |                 |              |  |  |        |        |        |
|  | Hatice Akbaş        | Hatice Akbaş        | 3                   |  |  | Hatice Akbaş     | Hatice Akbaş     | 3                |   |               |                 |                 |              |  |  |        |        |        |
|  | Amel Chebbi         | Amel Chebbi         | 0                   |  |  |                  |                  |                  |   | Hatice Akbaş  | Hatice Akbaş    | 3               |              |  |  |        |        |        |
|  | Yomna Ayyad         | Yomna Ayyad         | RSC                 |  |  |                  | Yomna Ayyad      | Yomna Ayyad      | 0 |               |                 |                 |              |  |  |        |        |        |
|  | Zeinab Khatoun      | Zeinab Khatoun      |                     |  |  | Yomna Ayyad      | Yomna Ayyad      | ABD              |   |               |                 |                 |              |  |  |        |        |        |
|  |                     |                     |                     |  |  | Mamen Madueño    |                  |                  |   |               |                 |                 |              |  |  |        |        |        |
|  |                     |                     |                     |  |  |                  |                  |                  |   |               |                 |                 |              |  |  |        |        |        |